# Кубок СССР по современному пятиборью 1979
Кубок СССР по современному пятиборью среди мужчин проводился в городе Вильнюсе с 24 по 29 августа 1979 года.
На турнире награды разыгрывались в личном и командном первенстве.

## Кубок СССР. Мужчины. Личное первенство
| Дисциплина        | Золото                                           | Серебро                                    | Бронза                                     |
| Личное первенство | Валентин Рогов · Гомель Белорусская ССР · Динамо | Андрей Дорошенко · Рига · Вооруженные Силы | Геннадий Грабарь · Киев · Вооруженные Силы |

- Итоговые результаты.

| Место | Спортсмен        | Республика, город, спортивное общество | Сумма очков |
| ----- | ---------------- | -------------------------------------- | ----------- |
| 1.    | Валентин Рогов   | Гомель Белорусская ССР, Динамо         | 5368        |
| 2.    | Андрей Дорошенко | Рига, Вооруженные Силы                 | 5279        |
| 3.    | Геннадий Грабарь | Киев, Вооруженные Силы                 | 5222        |

## Командное первенство. Победитель и призёры
| Дисциплина           | Золото                                                                             | Серебро                                                           | Бронза                                                                          |
| Командное первенство | Вооруженные Силы Рига · Андрей Дорошенко · Гуннар Канепайс · Пеэтр Коржец · 15 420 | Динамо Киев · А. Видута · Ю. Юрковецкий · С. Васильченко · 15 191 | Динамо Белорусская ССР · Валентин Рогов · В. Безденежных · В. Башкевич · 15 155 |